# Acheilognathus cyanostigma
Acheilognathus cyanostigma är en fiskart som beskrevs av David Starr Jordan och Henry Weed Fowler, 1903. Acheilognathus cyanostigma ingår i släktet Acheilognathus och familjen karpfiskar. Inga underarter finns listade i Catalogue of Life.